# Technical Sergeant
Technical Sergeant (auch kurz Tech Sergeant) ist bzw. war ein militärischer Dienstgrad in der Unteroffizierslaufbahn englischsprachiger Streitkräfte, wie z. B. der U.S. Air Force.

## U.S. Army
Der Technical Sergeant (offizielle Abkürzung Tech Sgt) der U.S. Army war ursprünglich – wie auch in den anderen Teilstreitkräften – der zweithöchste Unteroffiziersrang („non-commissioned officer grade 2“).
1948 wurde der Technical Sergeant umbenannt in Sergeant First Class und findet seitdem keine Verwendung mehr bei der U.S. Army.

## U.S. Air Force

Rangabzeichen des Technical Sergeant in der U.S. Air Force

Der Technical Sergeant (offizielle Abkürzung TSgt) hat den NATO-Rangcode OR-6 und ist damit der zweite Unteroffiziers-Dienstgrad („non-commissioned officer“) der U.S. Air Force. Die übliche Anrede ist „Technical Sergeant“ oder einfach „Sergeant“, umgangssprachlich aber auch „Tech Sergeant“.
Bei der Bundeswehr teilen sich Feldwebel und Oberfeldwebel diese Dienstgrad-Stufe, während im Österreichischen Bundesheer der Oberwachtmeister diese Position einnimmt.
| Dienstgrad                |                    |                        |
| niedriger: Staff Sergeant | Technical Sergeant | höher: Master Sergeant |

## U.S. Marine Corps

Rangabzeichen des Technical Sergeant im U.S. Marine Corps (1954–1959)

Der Technical Sergeant (offizielle Abkürzung Tech Sgt) des U.S. Marine Corps war ursprünglich – wie auch in den anderen Teilstreitkräften – der zweithöchste Unteroffiziers-Dienstgrad („non-commissioned officer grade 2“).
1948 wurde der Technical Sergeant im Marine Corps dann als E-6 klassifiziert (entsprechend dem heutigen NATO-Rangcode OR-6, vgl. U.S. Air Force) und nach einer neuerlichen Reorganisation der Dienstgrade 1959 dann in Gunnery Sergeant umbenannt und als E-7 klassifiziert (NATO-Rangcode OR-7, entsprechend dem deutschen Hauptfeldwebel bzw. österreichischen Stabswachtmeister).